# Leopoldshöhe
Leopoldshöhe is een plaats en gemeente in de Duitse deelstaat Noordrijn-Westfalen, gelegen in de Kreis Lippe. Leopoldshöhe telt 16.382 inwoners (31 december 2020) op een oppervlakte van 36,93 km².

## Indeling van de gemeente

Kernen gemeente Leopoldshöhe

De gemeente Leopoldshöhe bestaat uit de volgende kernen:
- Bechterdissen, enkele km ten ZW van het hoofddorp Leopoldshöhe, in de richting van Oerlinghausen
- Asemissen[2], aan de zuidkant tegen Bechterdissen aan gelegen
- Greste, 1 km ten O van Bechterdissen; inclusief de gehuchten  Dahlhausen en Evenhausen
- Krentrup, enkele km ten NO, in de richting van Bad Salzuflen; inclusief de gehuchten Heipke en Krentruperhagen; in dit laatste plaatsje staat een museumboerderij met daarin het streekmuseum van de gemeente.
- Leopoldshöhe
- Nienhagen, ruim een km ten N van Leopoldshöhe
- Bexterhagen, 2 km ten NO van Nienhagen
- Schuckenbaum, direct ten NW van Leopoldshöhe.

### Bevolkingscijfers
- Bechterdissen: 2.067
- Asemissen: 3.368
- Greste: 3.272
- Krentrup: 825
- Leopoldshöhe-dorp: 4.303
- Nienhagen: 693
- Bexterhagen; 606
- Schuckenbaum: 2.039

Totaal gemeente Leopoldshöhe: 17.173.
Deze cijfers zijn ontleend aan de pagina's over de acht Ortsteile op de website van de gemeente.
Peildatum: onbekend. Of tweede-woningbezitters al dan niet zijn meegeteld in deze cijfers, is evenmin vermeld.

## Ligging en infrastructuur
De gemeente Leopoldshöhe ligt 10 à 15 km ten noorden van het Teutoburger Woud, en direct ten oosten van de buitenwijken van de stad Bielefeld. Leopoldshöhe is eigenlijk een voorstad van Bielefeld. Ten oosten van de gemeente ligt de stad Lage, en ten noorden ervan ligt Bad Salzuflen.

Traject Begatalbahn
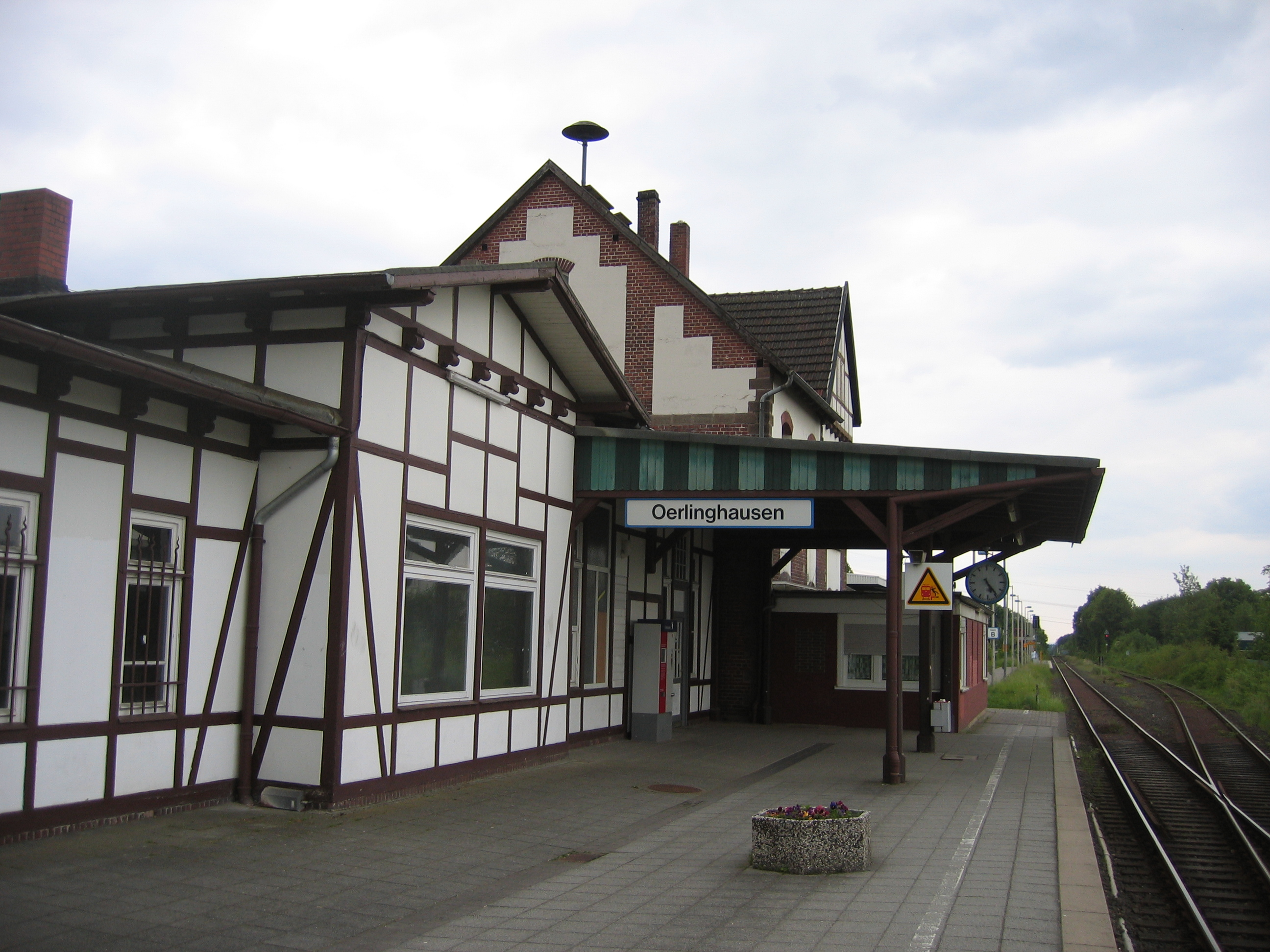
Station Oerlinghausen

Het station van de zuidelijke buurgemeente  Oerlinghausen staat in Asemissen, op grondgebied van Leopoldshöhe. Het ligt aan de spoorlijn Bielefeld-Barntrup of Begatalbahn op 11½ kilometer ten oosten van Bielefeld Hauptbahnhof. Slechts ééns per twee uur stopt er een trein van treindienstserie RB 73 of RE 82 in beide richtingen; in feite wordt het station zo in uurdienst aangedaan. 
Vanaf Station Oerlinghausen rijden enkele streek- en buurtbussen, o.a. naar de diverse dorpen in de gemeentes Leopoldshöhe en Oerlinghausen, en naar Bielefeld v.v.
Aan de noordwestkant van Station Oerlinghausen ligt het grote bedrijventerrein van Asemissen. Dit bedrijventerrein ligt weer aan de Bundesstraße 66. Over deze Bundesstraße kan men in westelijke richting al na enkele kilometers een klaverbladkruising met de Autobahn A2 (afrit 27) bereiken. Rijdt men verder westwaarts rechtdoor, dan bereikt men de oostelijke buitenwijken van Bielefeld.
Meer noordwaarts loopt vanuit Leopoldshöhe-dorp een tweetal hoofdroutes (geen Bundesstraßen). De ene gaat noordoostwaarts naar Schötmar, dat tot Bad Salzuflen behoort; de andere gaat noordwest- en verderop noordwaarts (Herforder Straße) naar de Ostwestfalenstraße. Op deze moderne, zeer belangrijke provinciale weg kan men linksaf slaan en bereikt dan na enkele honderden meters afrit 28 (Bad Salzuflen) van de A2.

## Economie
Te Greste staat een fabriek van het Bielefelder Schüco-concern. Er worden onderdelen voor o.a. kunststof kozijnen gemaakt. Een naar de gehele wereld exporterende fabriek met 200 man personeel in Leopoldshöhe-dorp maakt in het spuitgietprocedé van hard plastic allerlei haspels en spoelen voor andere bedrijven.

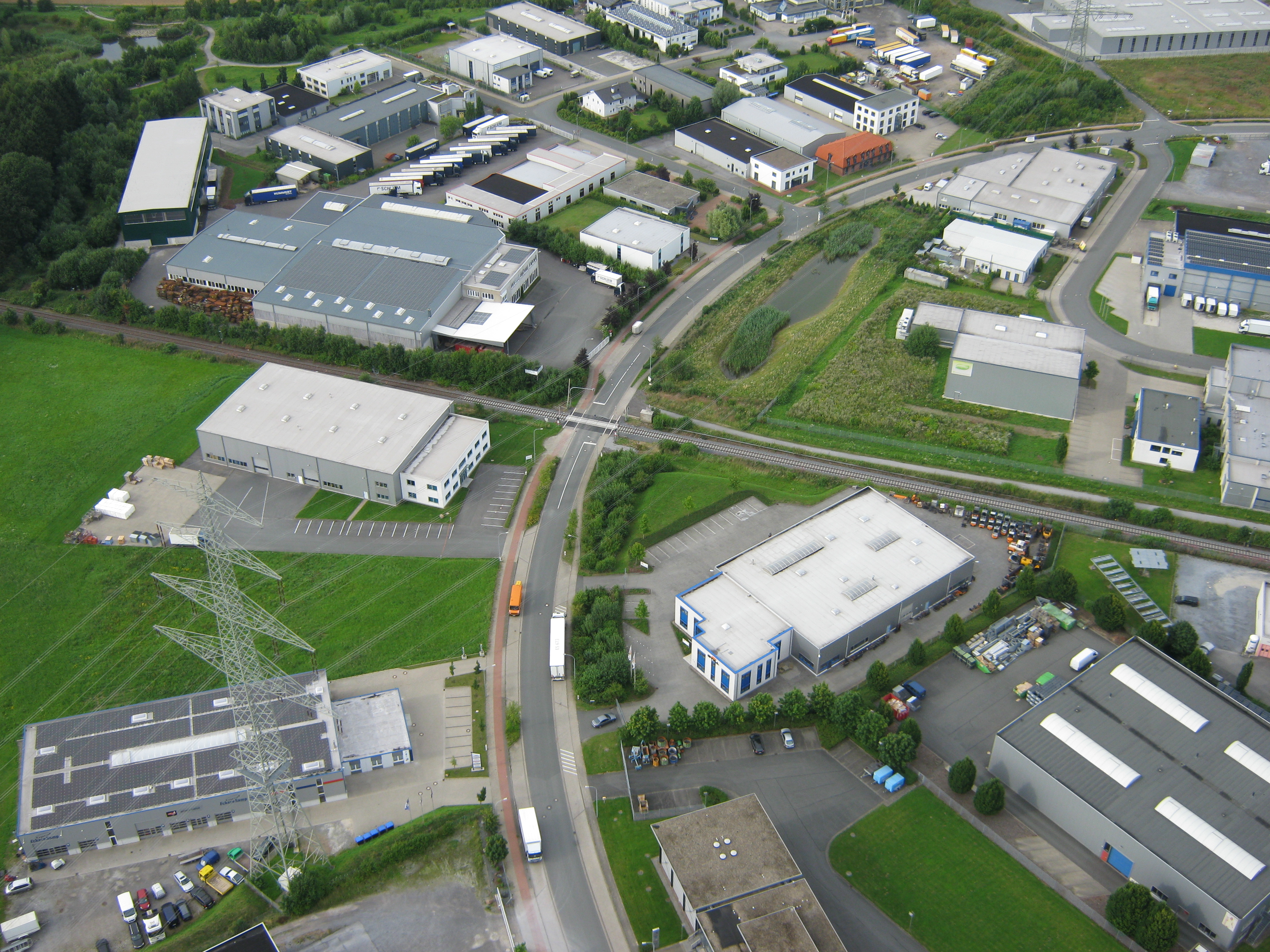
Bedrijvenpark Asemissen

Aan de noordwestkant van Station Oerlinghausen en aan de B 66 ligt het bedrijventerrein van Asemissen, het grootste van de gemeente. Er zijn alleen bedrijven van regionaal of  plaatselijk belang gevestigd.
Te Schuckenbaum bevindt zich het oude landgoed Gut Eckendorf, waar een onderneming gevestigd is, die sedert 1849 o.a. voederbieten en koolzaad veredelt, in de 21e eeuw deels biologisch. Het bos en het fraaie park rondom het landhuis zijn opengesteld voor wandelaars.
Leopoldshöhe is eigenlijk een voorstad van Bielefeld. Veel inwoners van de gemeente zijn forensen met een werkkring of studie in die stad. De agrarische sector en het toerisme zijn van weinig betekenis.

## Geschiedenis
Leopoldshöhe ligt te midden van een aantal dorpen, die in de middeleeuwen en de 16e eeuw rond kerkjes en adellijke landgoederen zijn ontstaan. Veel plaatsnamen in de regio eindigen op -issen. Dit zijn verbasteringen van oudere namen op -hausen.  Het gebied werd in de 15e eeuw en gedurende de Dertigjarige Oorlog meermaals door doortrekkende soldaten geplunderd. In het algemeen deelde dit gebied de geschiedkundige lotgevallen van het Graafschap Lippe en later het Vorstendom Lippe.  Het dorp Leopoldshöhe is omstreeks 1850 nieuw aangelegd als kerkelijk centrum, en is ook van een driehoekig marktplein voorzien. Vorst Leopold II van Lippe verleende zijn naam aan het dorp. In 1969 werden zeven omliggende dorpen met Leopoldshöhe tot één nieuwe gemeente gefuseerd. 
Te Bechterdissen staat een in de 1950-er jaren opgetrokken woonwijk voor mennonieten, die in de tijd kort na de Tweede Wereldoorlog vanuit Zuid- Amerika en Oost-Europa naar Duitsland waren geëmigreerd.
Sedert de tweede Lippische reformatie van 1607 is de meerderheid van de christenen in de gemeente evangelisch-gereformeerd, met mennonitische en rooms-katholieke minderheden.

### Barkhausen of Niederbarkhausen

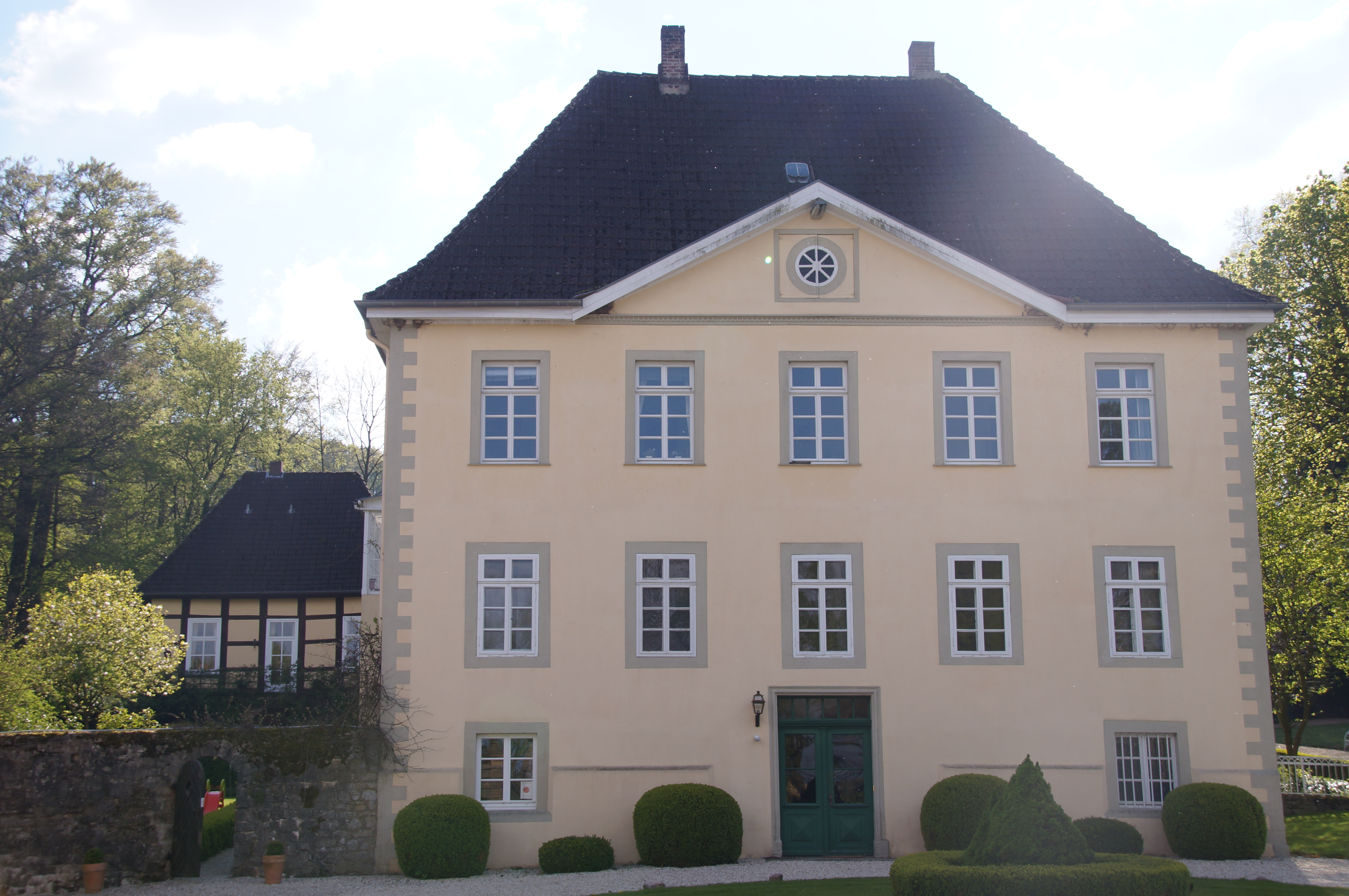
Landhuis Barkhausen of Niederbarkhausen bij Asemissen
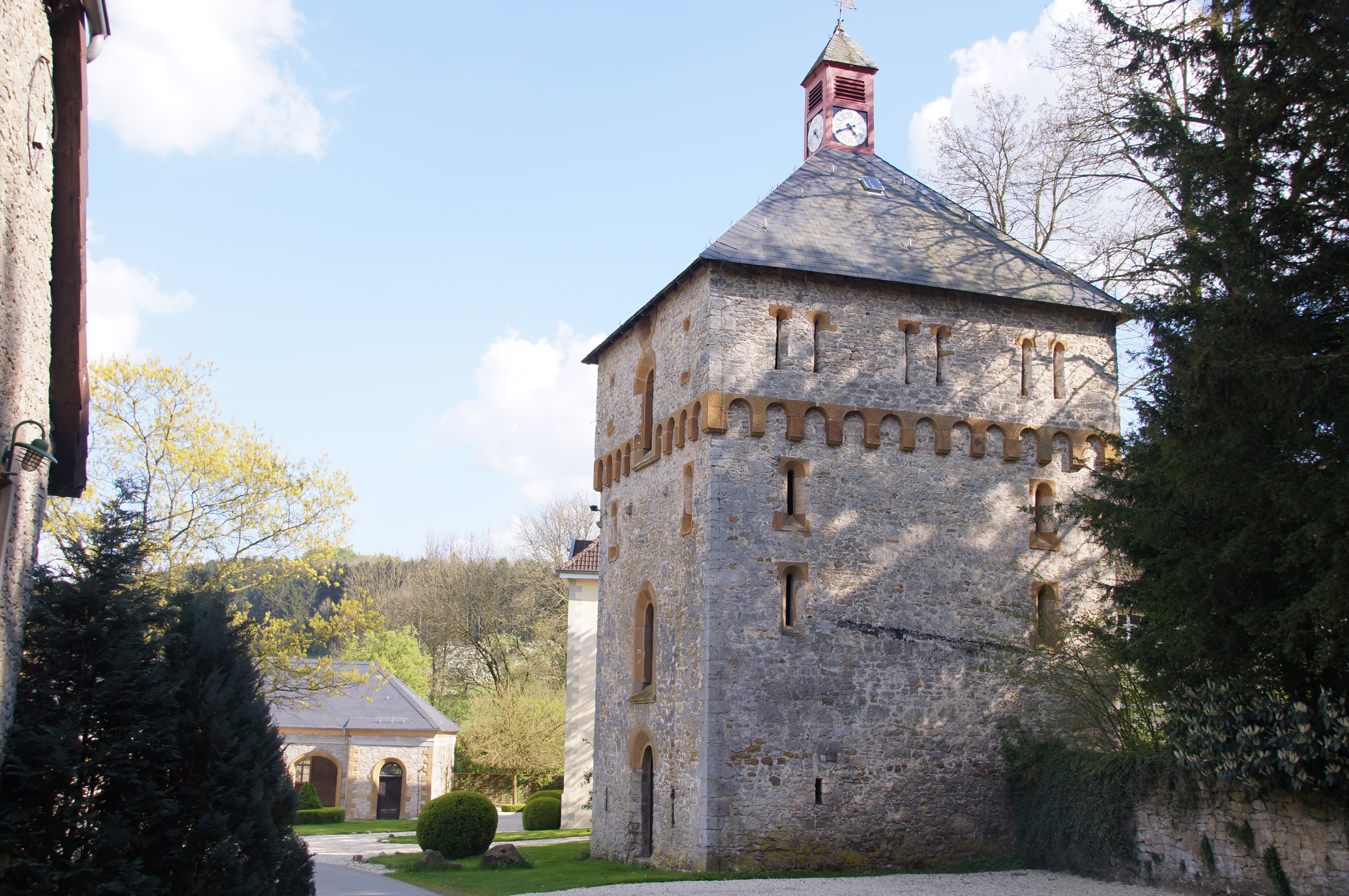
De stenen schuur op dit landgoed
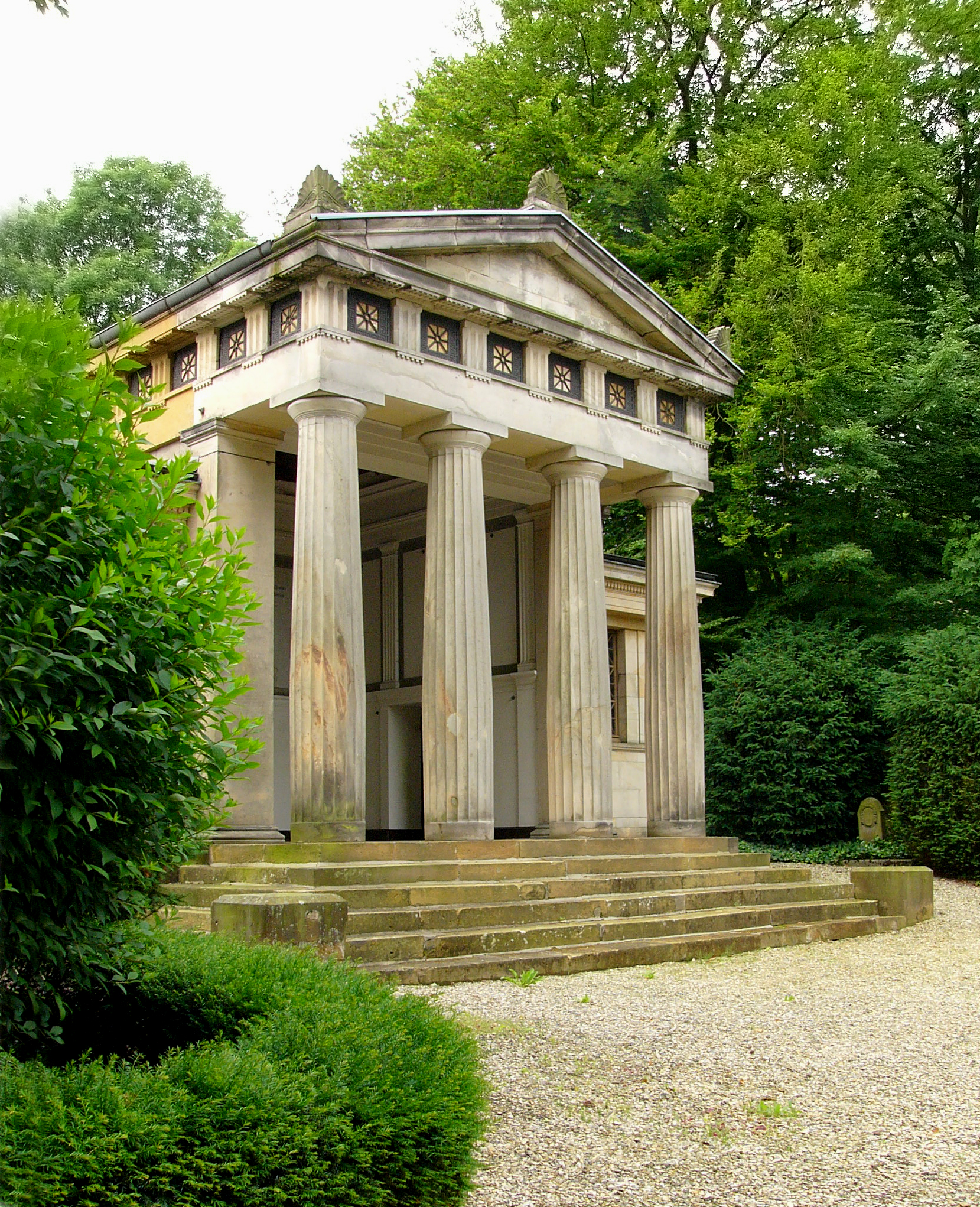
Mausoleum Tenge

Friedrich Ludwig Tenge was een belangrijk industrieel uit deze streek. Zijn vader was een rijke sigarenfabrikant. In 1814 kocht Tenge het 11e-eeuwse landgoed Barkhausen of Niederbarkhausen bij Asemissen, en ging er wonen. Ook richtte hij tal van verschillende industrieën en mijnbouwondernemingen op. Tenge kocht nog andere landhuizen en kasteeltjes in de regio op, vooral als hij de grond voor zijn bedrijven kon gebruiken (bijv. wanneer er voor de glasfabricage geschikte aarde,  steenkool of ijzererts in de bodem aanwezig was). Opvallend is, dat Tenge politiek tot de radicaal-democraten van de Vormärz-periode (plm. 1840-1848) behoorde.  In het landhuis Niederbarkhausen waren talrijke prominenten uit die periode, vooral schrijvers en dichters, bij Tenge te gast.
Tot hen behoorden Wilhelm Weitling, de broers Karl en Albert Grün, Friedrich Engels (!) en Hermann Püttmann, als ook Hoffmann von Fallersleben, met wie Tenge in 
1844 samen met Anton Fahne Italië bereisde. Politiek vervolgde schrijvers en dichters konden ook te Niederbarkhausen "onderduiken", onder wie omstreeks 1841 Ferdinand Freiligrath. In 1848 of 1849 werd het landhuis door opstandige dagloners en arbeiders bezet; Tenge werd daarbij ook ontvoerd, maar na onderhandelingen en aan de arbeiders gedane concessies trokken zij weer af en lieten Tenge vrij. 
Tenge werd de stamvader van een geslacht van grootondernemers (Tenge Edle von Daniels-Spangenberg), dat landgoed Barkhausen nog altijd bewoont. Het landgoed is niet voor publiek toegankelijk. De familie beschikt op het grondgebied van het naburige Oerlinghausen over een terrein met een eigen, als een Dorische tempel vormgegeven, familie-mausoleum.

## Afbeeldingen

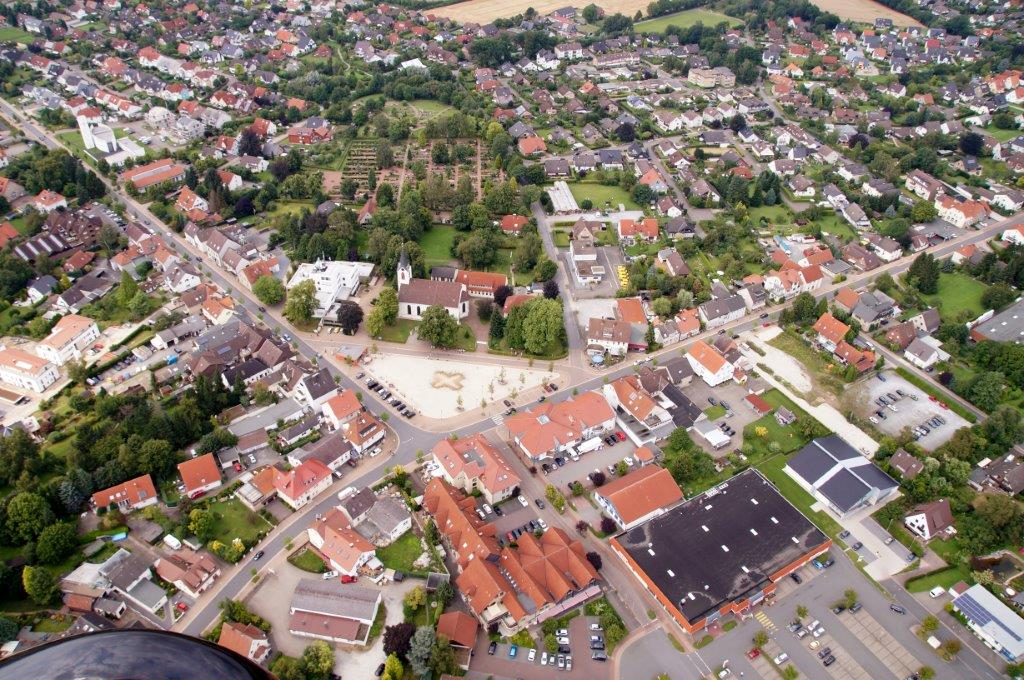
Centrum
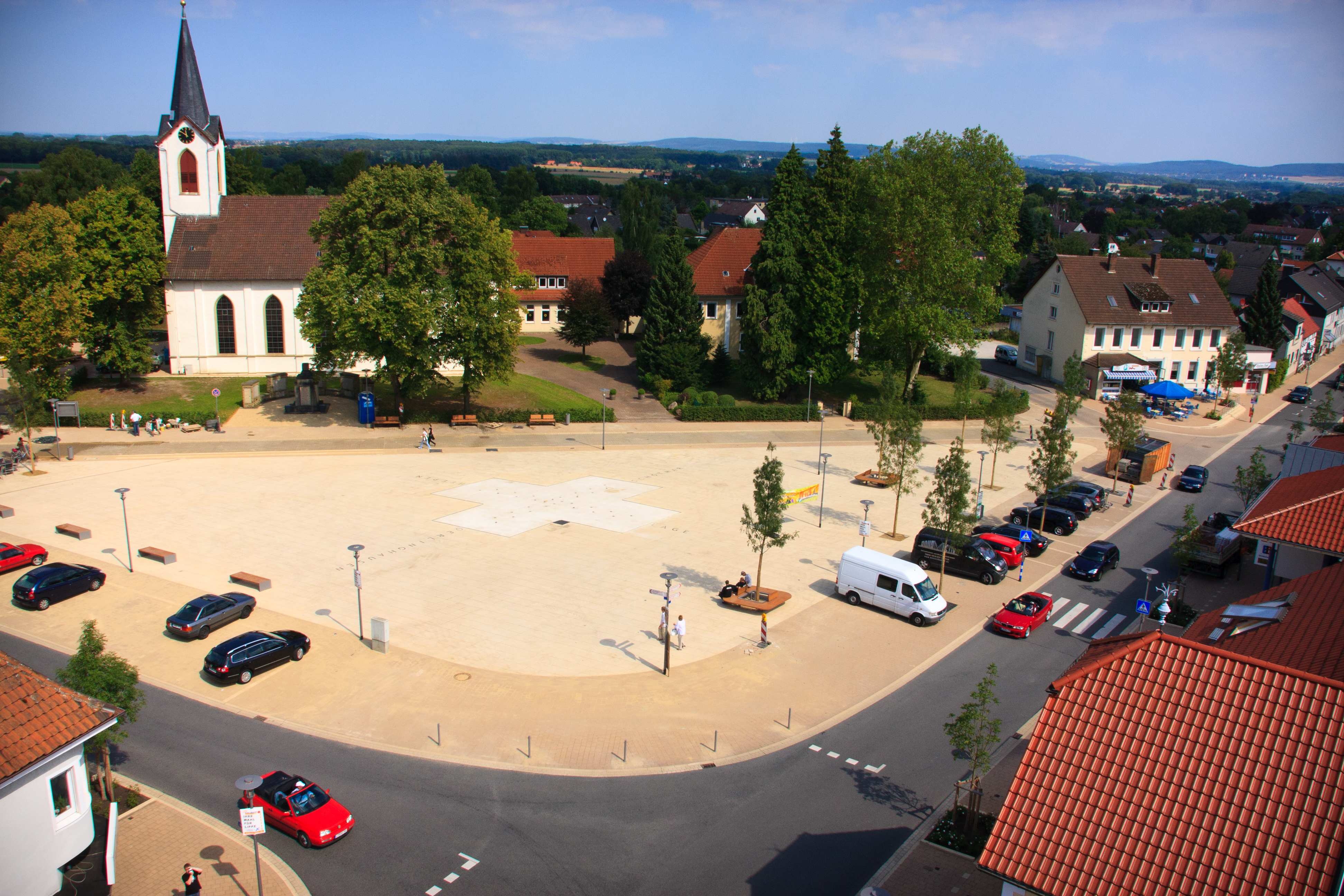
Marktplein
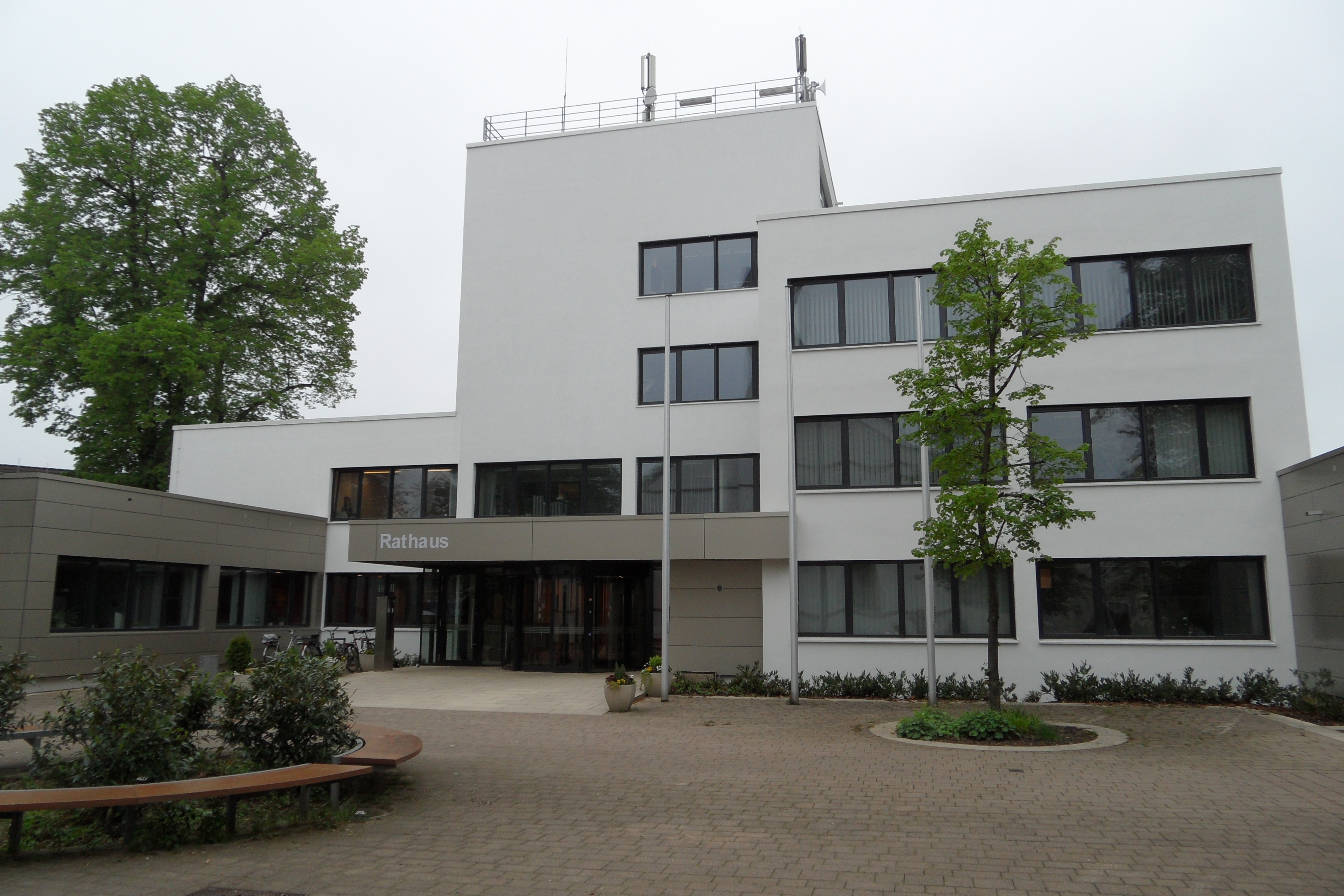
Gemeentehuis
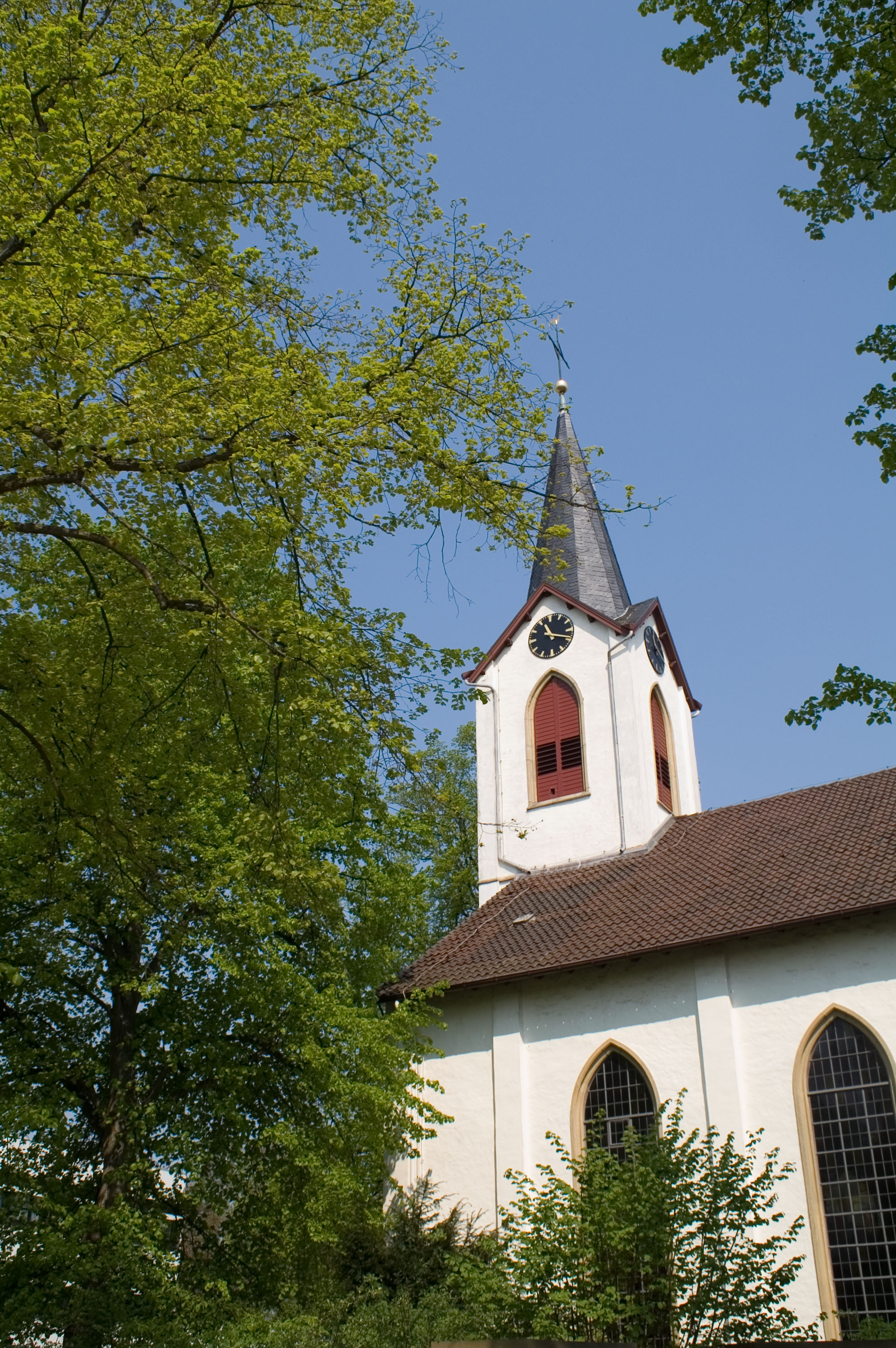
Evangelisch-gereformeerde kerk Leopoldshöhe (1851)
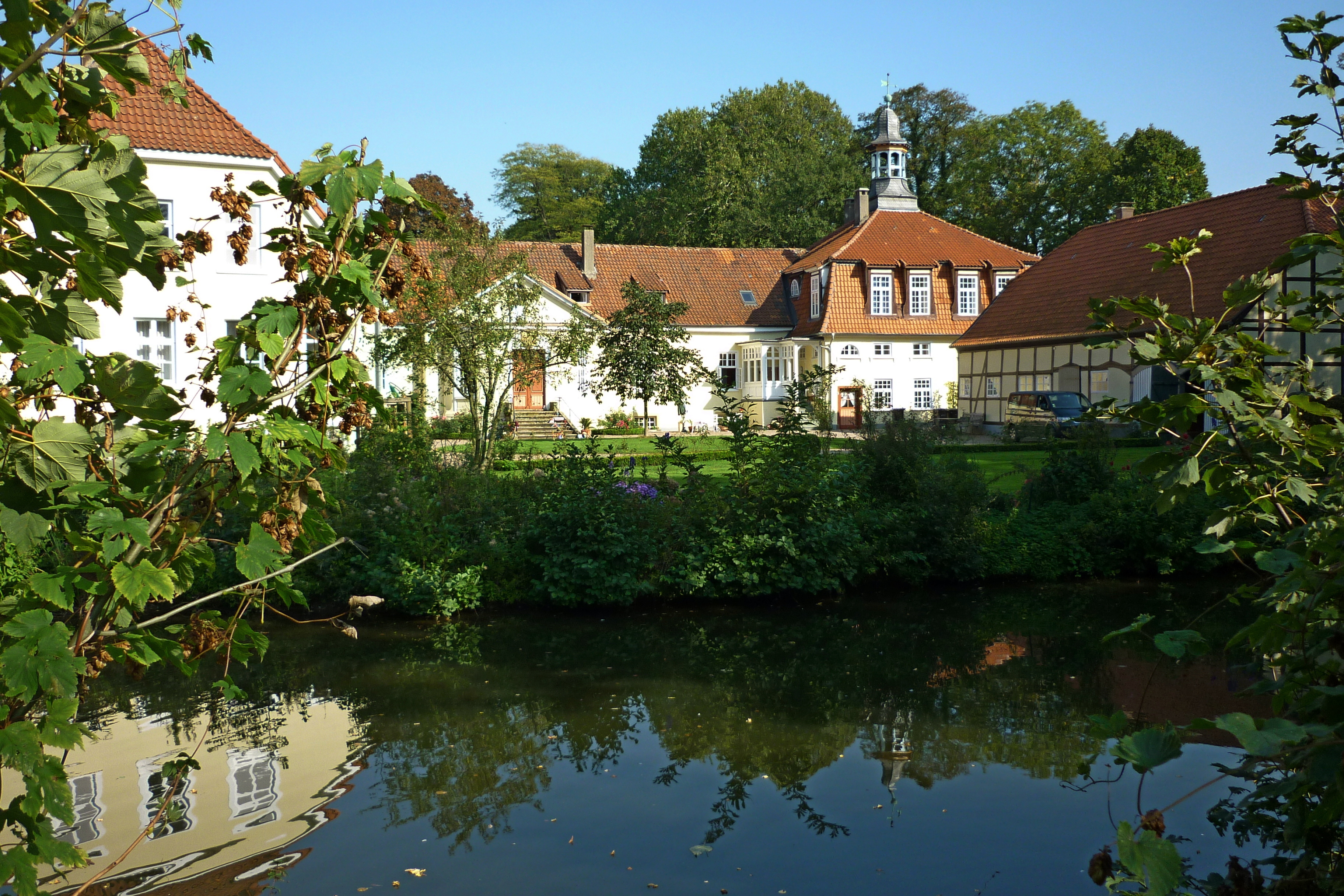
Gut Eckendorf
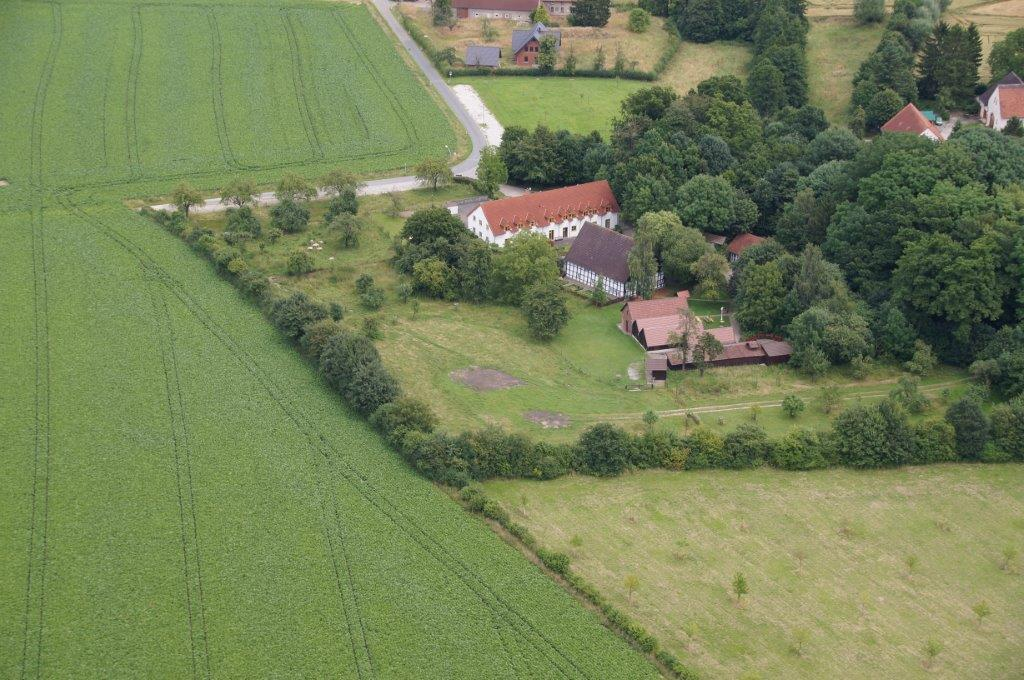
Luchtfoto Heimathof, streekmuseum te Krentruperhagen
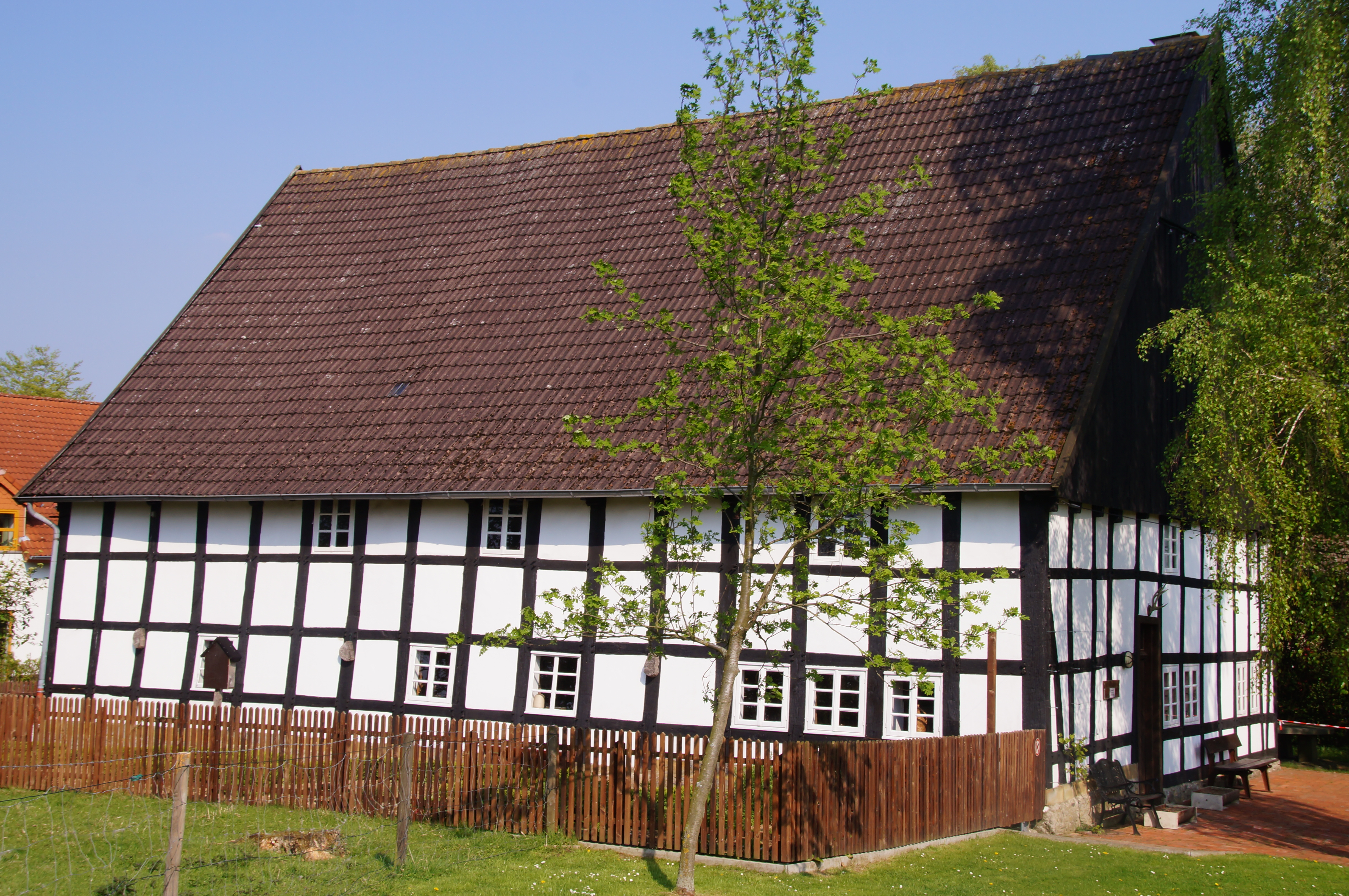
Heimathof Krentruperhagen (1793)
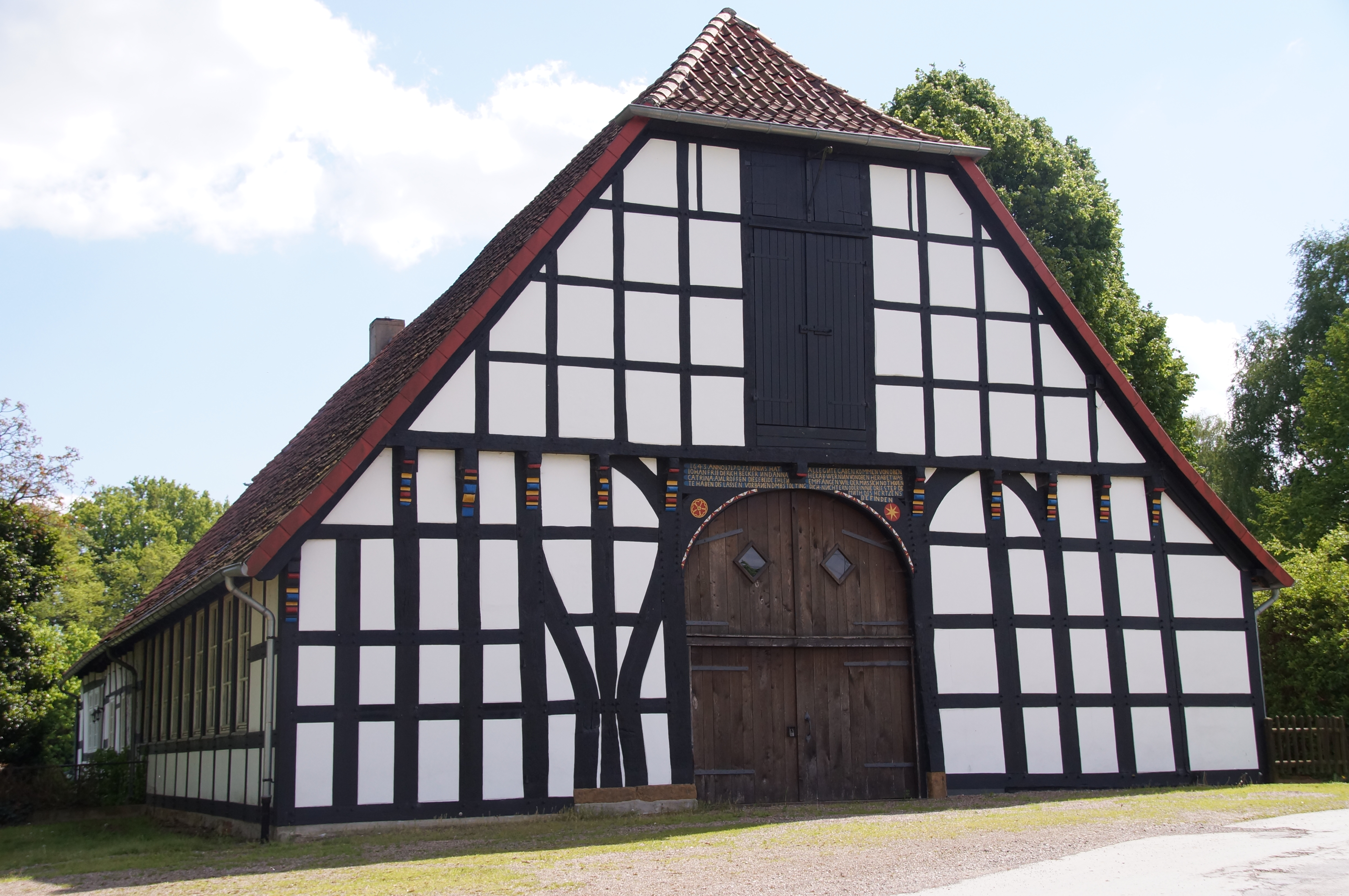
Monumentale boerderij Meisenhof (1643), Hovedissen

## Partnergemeentes
Er bestaan jumelages met:
- Mysłakowice, Polen
- Saint-Gaultier, Frankrijk
- Schweina, gem. Bad Liebenstein, deelstaat Thüringen, Duitsland

Augustdorf · Bad Salzuflen · Barntrup · Blomberg · Detmold · Dörentrup · Extertal · Horn-Bad Meinberg · Kalletal · Lage · Lemgo · Leopoldshöhe · Lügde · Oerlinghausen · Schieder-Schwalenberg · Schlangen